# Ассенс (коммуна)
Ассенс (дат. Assens Kommune) — датская коммуна в составе области Южная Дания. Площадь — 512,2 км², что составляет 1,19 % от площади Дании без Гренландии и Фарерских островов. Численность населения на 1 января 2008 года — 42054 чел. (мужчины — 20984, женщины — 21070; иностранные граждане — 1050).

## История
Коммуна была образована в 2007 году из следующих коммун:
- Ассенс (Assens)
- Гламсбьерг (Glamsbjerg)
- Хорбю (Haarby)
- Томмеруп (Tommerup)
- Виссенбьерг (Vissenbjerg)
- Оруп (Aarup)

## Железнодорожные станции
- Оруп (Aarup)
- Бред (Bred)
- Скальбьерг (Skalbjerg)
- Томмеруп (Tommerup)

## Изображения

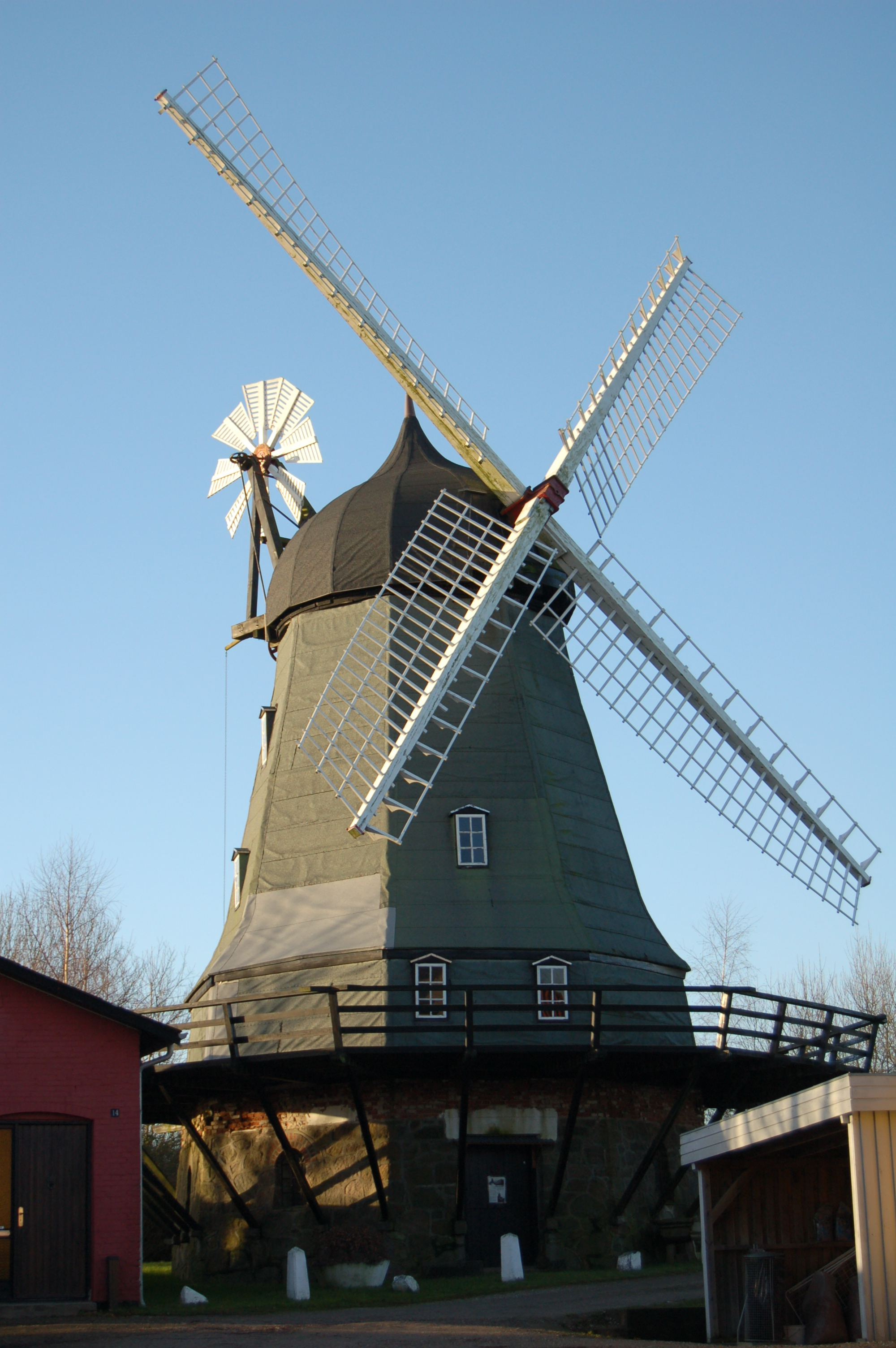
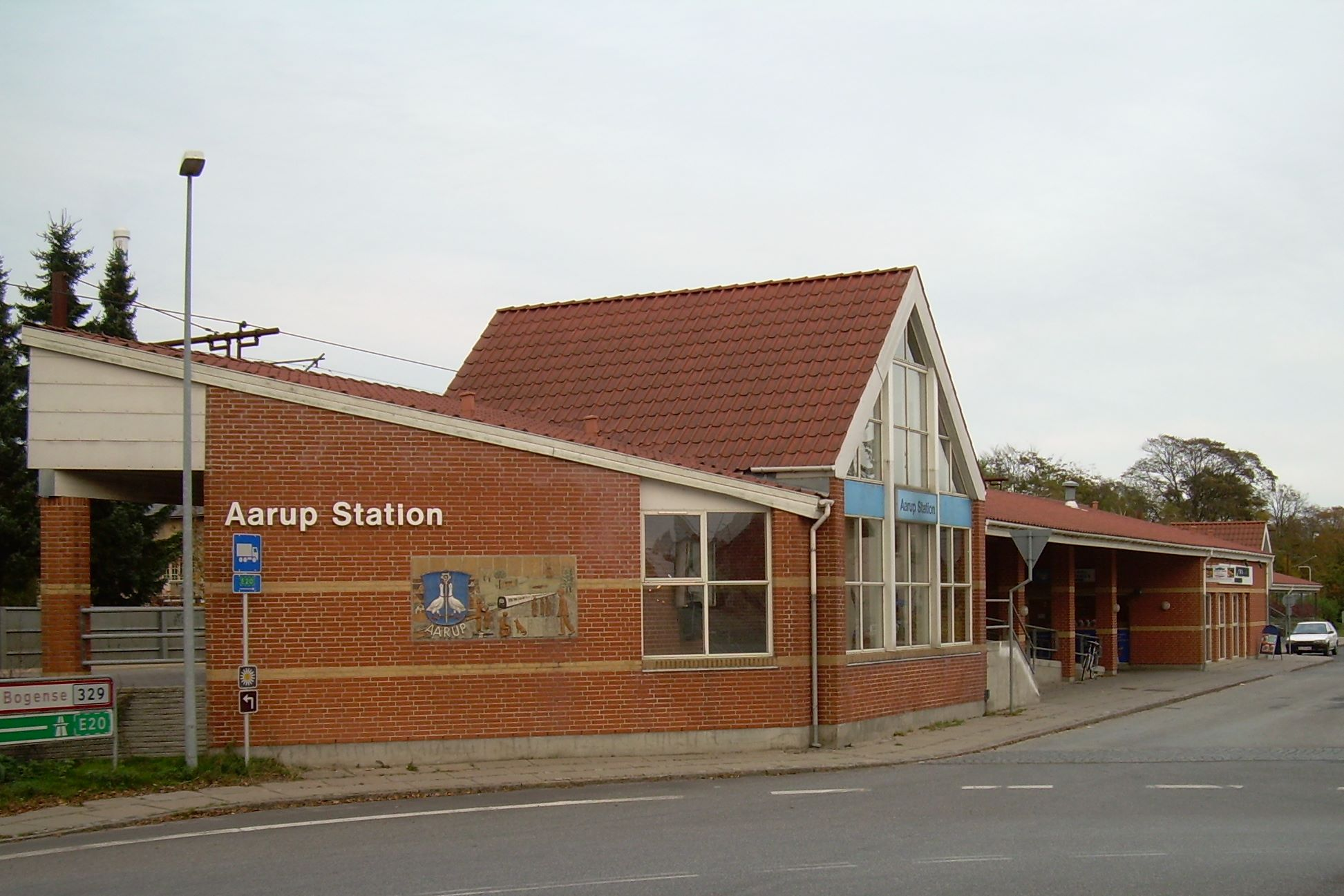
Оруп
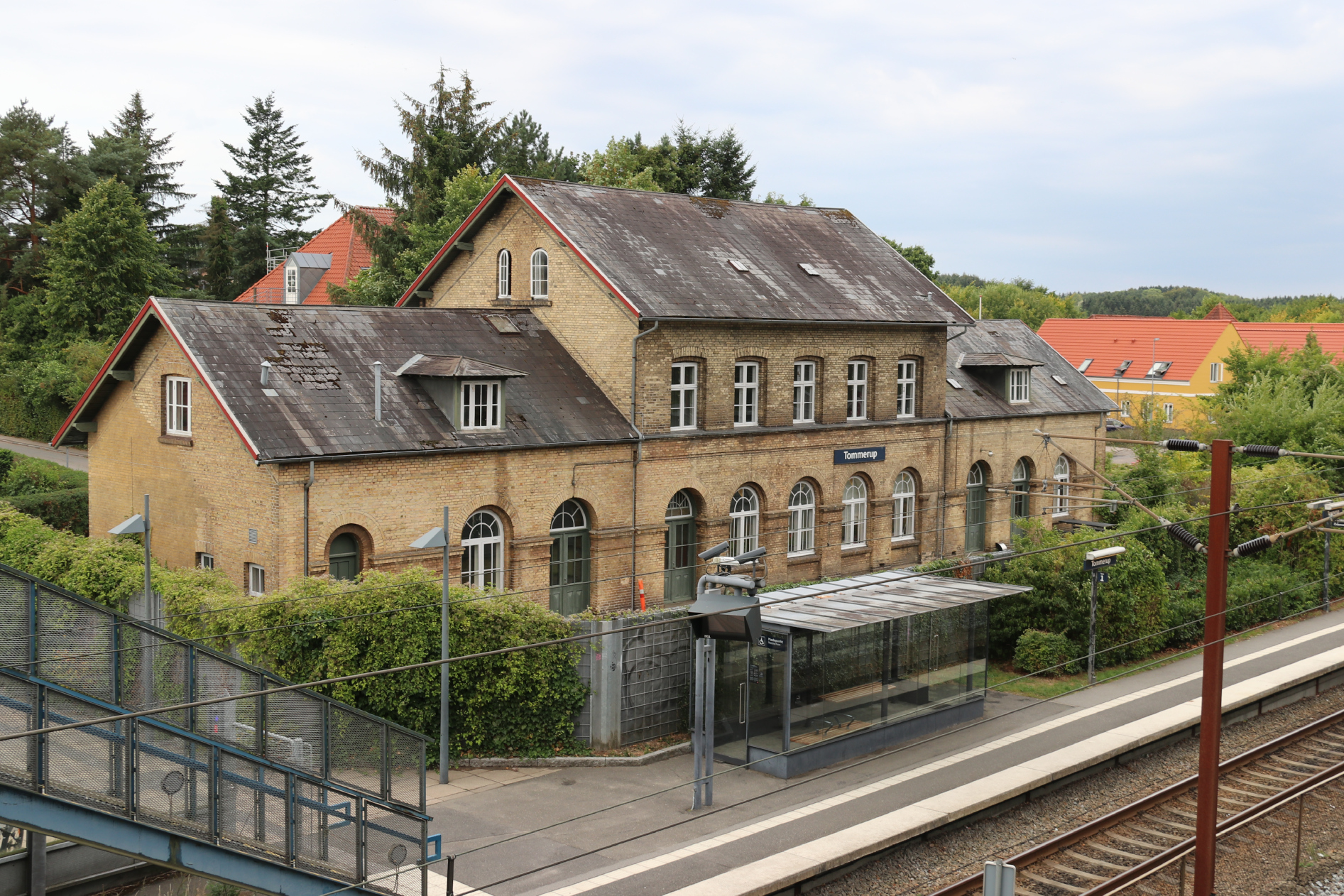
Томмеруп